# Epipolaeum irradians
Epipolaeum irradians är en svampart som först beskrevs av Narcisse Theophile Patouillard, och fick sitt nu gällande namn av Theiss. & P. Syd. 1918. Epipolaeum irradians ingår i släktet Epipolaeum och familjen Pseudoperisporiaceae.   Inga underarter finns listade i Catalogue of Life.